# Реповец
Реповец је насељено место у саставу града Забока у Крапинско-загорској жупанији, Хрватска. До територијалне реорганизације у Хрватској налазио се у саставу старе општине Забок.

## Становништво
На попису становништва 2011. године, Реповец је имао 312 становника.

## Попис1991.
На попису становништва 1991. године, насељено место Реповец је имало 321 становника, следећег националног састава:
| Попис 1991.‍ | Попис 1991.‍ | Попис 1991.‍ | Попис 1991.‍ | Попис 1991.‍ |
| ----------- | ----------- | ----------- | ----------- | ----------- |
|             |             |             |             |             |
| Хрвати      | Хрвати      |             | 319         | 99,37%      |
| непознато   | непознато   |             | 2           | 0,62%       |
| укупно: 321 |             |             |             |             |